# Талрохон

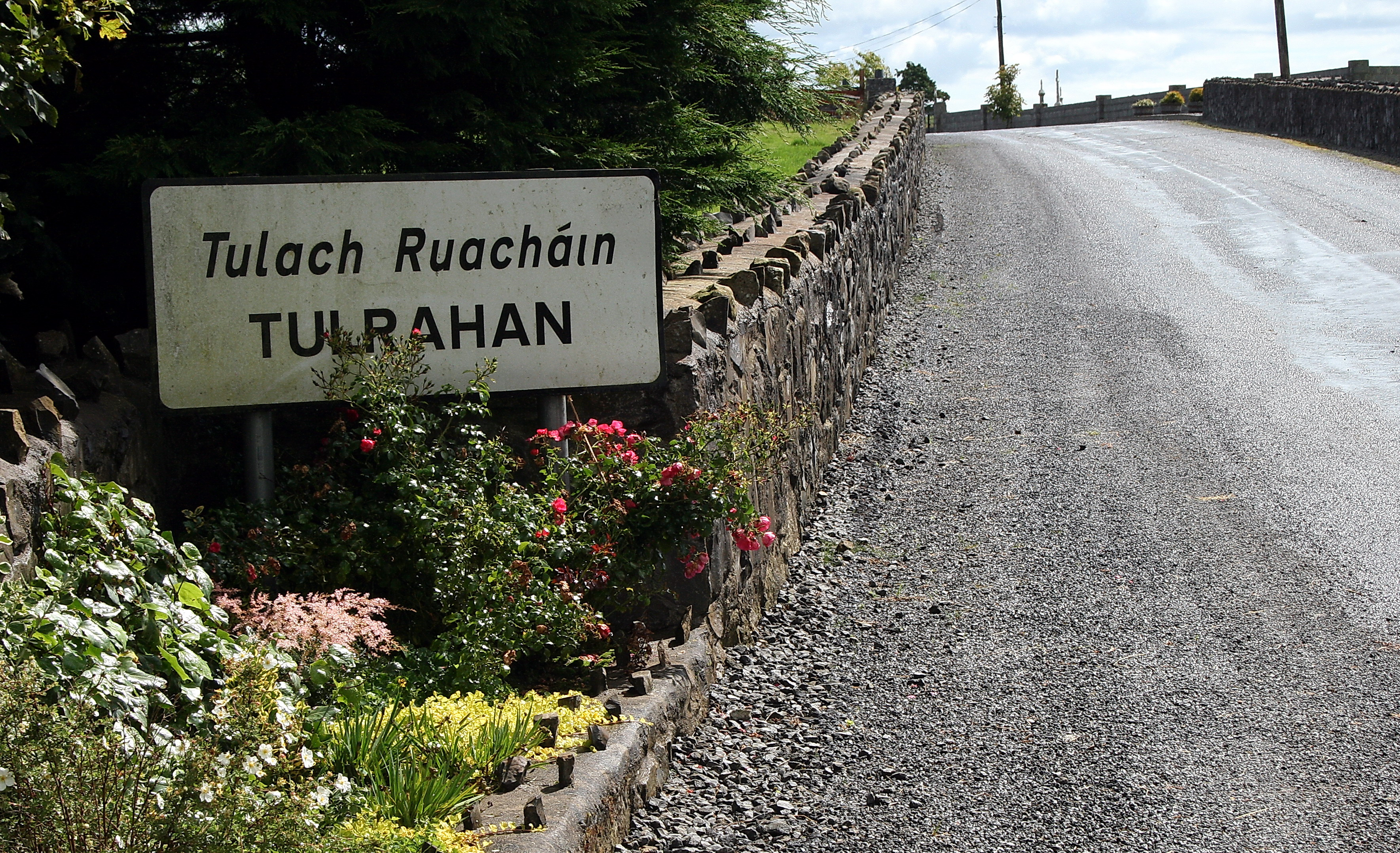

Талрохон (англ. Tulrahan, также Tulrohaun и пр.; ирл. Tulach Ruacháin, «холм у потока») — деревня в Ирландии, находится в графстве Мейо (провинция Коннахт), расположенный у трассы R327.